# Caodong
Cáodòng (曹洞宗; pinyin: cáodòngzōng) é uma escola Zen budista chinesa fundada por Dongshan Liangjie e seus herdeiros do Dharma no século IX. Alguns atribuem o nome "Cáodòng" a uma união dos nomes "Dongshan" e "Caoshan" de um de seus herdeiros do Dharma, Caoshan Benji; entretanto, é mais provavel que o "Cao" venha de Cáoxī (曹溪), o "nome-montanha" de Huineng, o sexto patriarca do Chan, já que Caoshan tinha pouca importância quando comparado com seu companheiro herdeiro do Dharma, Yunju Daoying. A seita enfatizava as técnicas meditação sentada, e posteriormente a "iluminação silenciosa".
Em 1227 Dogen Zenji levou o Caodong ao Japão iniciando a escola Sōtō, onde ele tornou-se muito popular.
Mestres Caodong:
- Caoshan Benji (século IX)
- Dongshan Liangjie (século IX)
- Hongzhi Zhengjue (século XII)